# Soestdijk

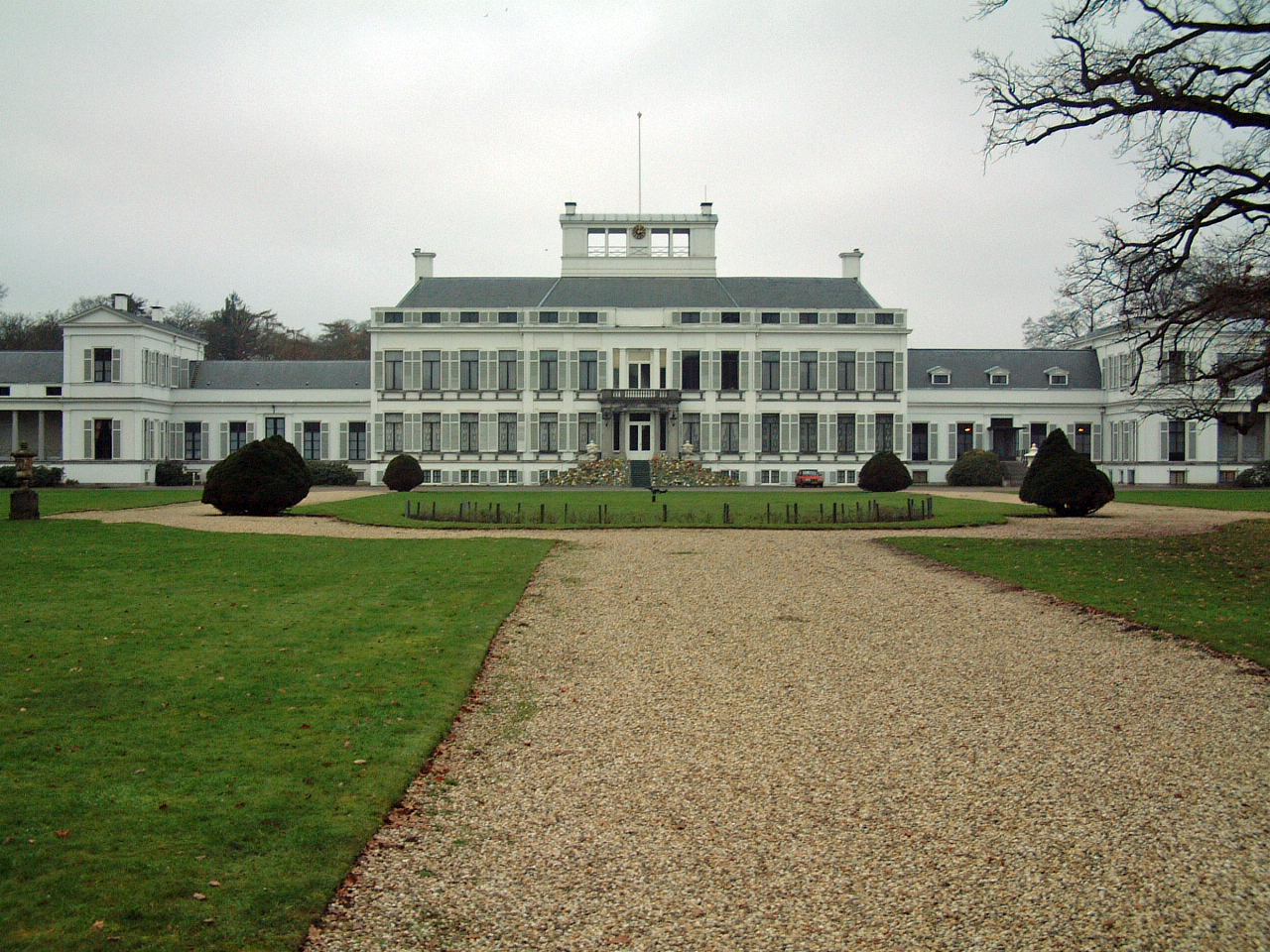
Paleis Soestdijk

Soestdijk is een bebouwingskern van de gemeente Soest en een buurtschap in de gemeente Baarn. Oorspronkelijk was het een buurtschap aan weerszijden van de Praamgracht die nu de grens tussen de gemeenten is. Voor de postcodes ligt Soestdijk deels in Soest, deels in Baarn.

## Gemeente Soest
Het was het noordelijk uiteinde van het langgerekte lint van bebouwing dat de ruggengraat van het dorp Soest vormt. De oorspronkelijke buurtschap Soestdijk is rond 1920 een deel van Soest geworden. De oorspronkelijke grote villa's maakten in de twintigste eeuw plaats voor winkels.
Soestdijk heeft een eigen spoorwegstation langs de spoorlijn Baarn-Utrecht. Het station telt een perron en er vertrekken elk half uur sprinters naar Baarn en Utrecht.

## Gemeente Baarn
Soestdijk ontleent zijn naamsbekendheid aan Paleis Soestdijk in de gemeente Baarn, ten noorden van de Biltseweg.

## Geboren in Soestdijk
- Stef Stokhof de Jong (1950-2021), beeldhouwer en textielkunstenaar
- Kees Snel, pseudoniem Keith Snell, ook actief als Joyce & Co (1951-2010), schrijver en vertaler
- Thomas von der Dunk (1961), cultuurhistoricus
- Justine Marcella (1970), journaliste, Koninklijk Huisdeskundige
- Hendrik van Oranje-Nassau (1820)

Steden: Baarn · Eembrugge

Dorp: Lage Vuursche

Buurtschap: Soestdijk

Utrecht · Plaatsen in de provincie      Nederland · Provincies · Gemeenten
Dorpen: Soest · Soestduinen · Soesterberg

Buurtschappen: De Birkt · Hees · Soestdijk · Wieksloot

Utrecht · Plaatsen in de provincie      Nederland · Provincies · Gemeenten